# Cartelègue
Cartelègue è un comune francese di 1 087 abitanti situato nel dipartimento della Gironda nella regione della Nuova Aquitania.

## Società

### Evoluzione demografica
Abitanti censiti